# Tigurins
Les Tigurins (Tigurini) sont les habitants d'une subdivision administrative (pagus) des Helvètes.

## Origines
Les Tigurins, selon la terminologie adoptée au XIXe siècle par Amédée Thierry, seraient des Helvètes qui auraient fait partie des peuples Kimris et plus précisément des Kimro-Teutons. Cette terminologie n'est plus considérée aujourd'hui comme pertinente.

## Histoire
Les Tigurins sont connus pour leur participation à la migration des Cimbres et des Teutons et leur victoire, en 107 av. J.-C., à la bataille d'Agen en Gaule transalpine, où, après avoir défait le consul Lucius Cassius et son lieutenant Pison, leur chef Divico fit passer les Romains sous le joug. En 101 av. J.-C., la tribu échappe à l'extermination à la bataille de Verceil qui marquait la fin de la guerre des Cimbres.
Jules César dans ses Commentaires sur la Guerre des Gaules cite le pagus Tigurinus comme étant l'un des quatre pagi des Helvètes (58 av. J.-C.). Le degré d'indépendance et de voisinage des Tigurins par rapport aux Helvètes, comme leur localisation à la fin du IIe siècle av. J.-C., à l'est du Rhin et au sud du Main (Wurtemberg), est incertain. Ils quittèrent leur territoire lors de la migration des Suèves. Une inscription du début de l'époque romaine les situent dans les Alpes noriques. Au Ier siècle, leur présence est confirmée à l'ouest du Plateau suisse dans la région d'Avenches (Aventicum), en revanche le moment de leur installation est inconnu. Notons cependant qu'il est erroné de penser que les Tigurins ont laissé leur nom à la ville de Zurich. Cette confusion vient de la ressemblance (lointaine) avec Vicus Turicum (Zurich).

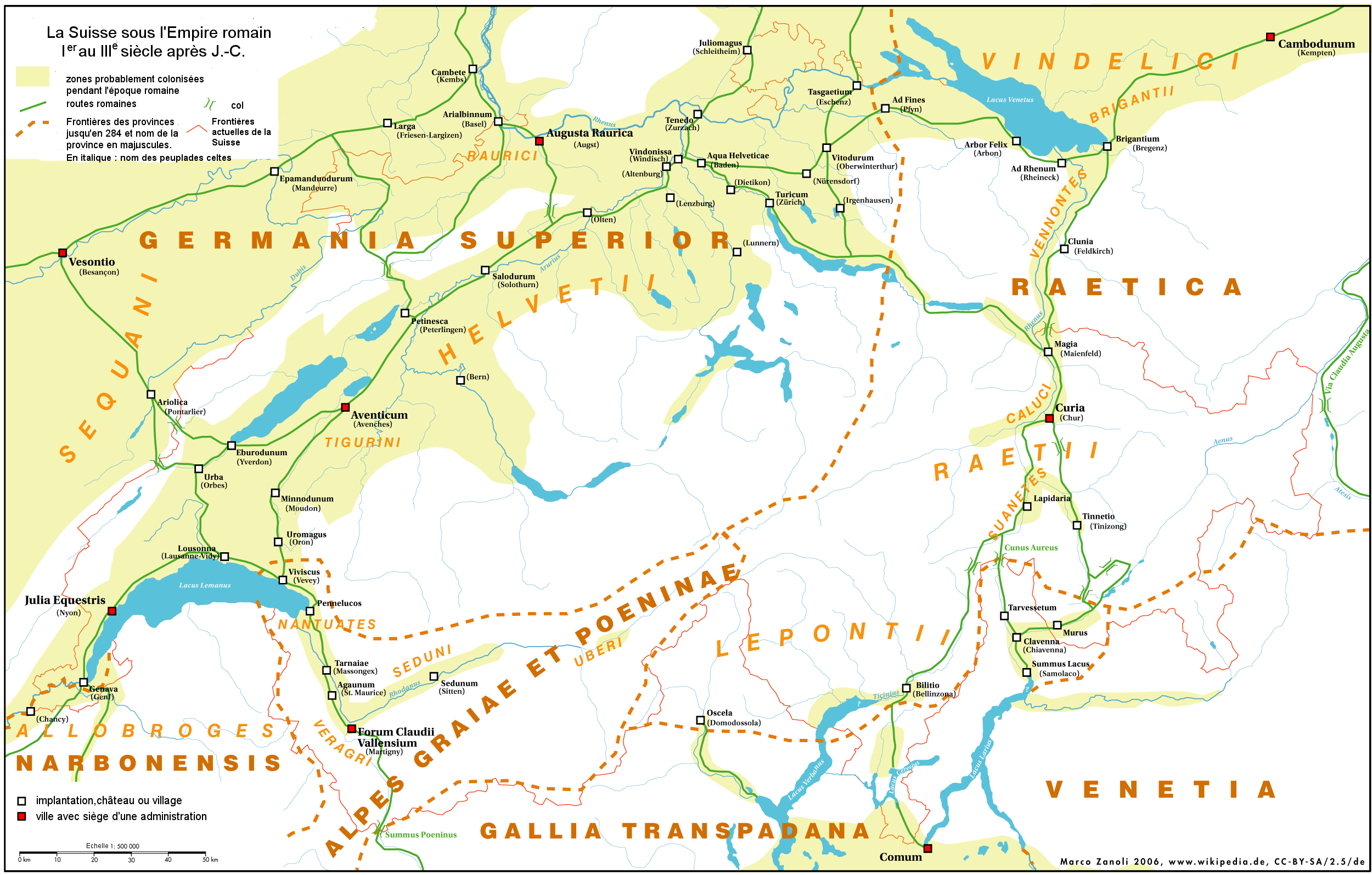
Carte de l'actuelle Suisse montrant la répartition des peuplades celtes entre le I et le III, les Tigurins y figurent.

Voici ce qu'écrit Jules Michelet, un historien du XIXe siècle, sur la guerre des Cimbres :

« Des peuples jusque-là inconnus aux Romains, des Cimbres et des Teutons des bords de la Baltique, (...) étaient descendus vers le midi. Ils avaient ravagé toute l'Illyrie, battu, aux portes de l'Italie, un général romain, et tourné les Alpes vers l'Helvétie dont les principales populations, Ombriens ou Ambrons, Tigurins et Tughènes (Zug) grossirent leur horde. Tous ensemble pénétrèrent dans la Gaule, au nombre de trois cent mille guerriers ; leurs familles, vieillards, femmes et enfants, suivaient dans des chariots. Au nord de la Gaule, ils trouvèrent d'anciennes tribus cimbriques et leur laissèrent, dit-on, en dépôt une partie de leur butin. Mais la Gaule centrale fut dévastée, brûlée, affamée sur leur passage. Les populations des campagnes se réfugièrent dans les villes pour laisser passer le torrent et furent réduites à une telle disette, qu'on essaya de se nourrir de chair humaine. (...) Les Barbares, enhardis, voulaient franchir les Alpes. ils agitaient seulement pour savoir si les Romains seraient réduits en esclavage ou exterminés. »